# Narodni park Lušan
Narodni park Lušan oziroma Geopark Lušan je v regiji okoli gore Lu v provinci Džjudžjang. Zaščiteno območje velikosti 500 kvadratnih kilometrov se razteza od reke Jangce do porečja jezera Pojang.

## Znamenitosti
Območje parka je značilno za posledice kvartarne poledenitve in izjemne geološke prelomne skale iz kvartarne dobe.
Nastale pokrajine so: Lu šan - gora Lu, druge gore in vrhovi, doline, soteske, grape, skalne formacije, naravne jame in slapovi.

### Kulturne znamenitosti
Območje vsebuje tudi veliko število taoističnih in budističnih templjev, pa tudi več znamenitosti konfucijanstva, kjer so poučevali najuglednejši mojstri in se brez napora zlivajo v osupljivo lepo pokrajino, ki je navdihnila nešteto umetnikov, ki so razvili estetski pristop k naravi, značilen za kitajsko kulturo.
Tukaj so tudi znani kamniti mostovi in jame.
Po podatkih Unesca je bila regija v 1930-ih in 1940-ih poletna prestolnica Republike Kitajske. Bila je letovišče, ki je bilo priljubljeno med bogatimi tujimi obiskovalci. Gora Lu je bila navdih za številne pesnike.

## Varstvo narave
Leta 1996 je gora Lu postala Unescova svetovna dediščina. Leta 2004 je geopark Lušan postal član Globalne mreže geoparkov.
Park je priljubljena turistična atrakcija za obiskovalce in je hladnejša poletna destinacija.